# Sunrise Seto

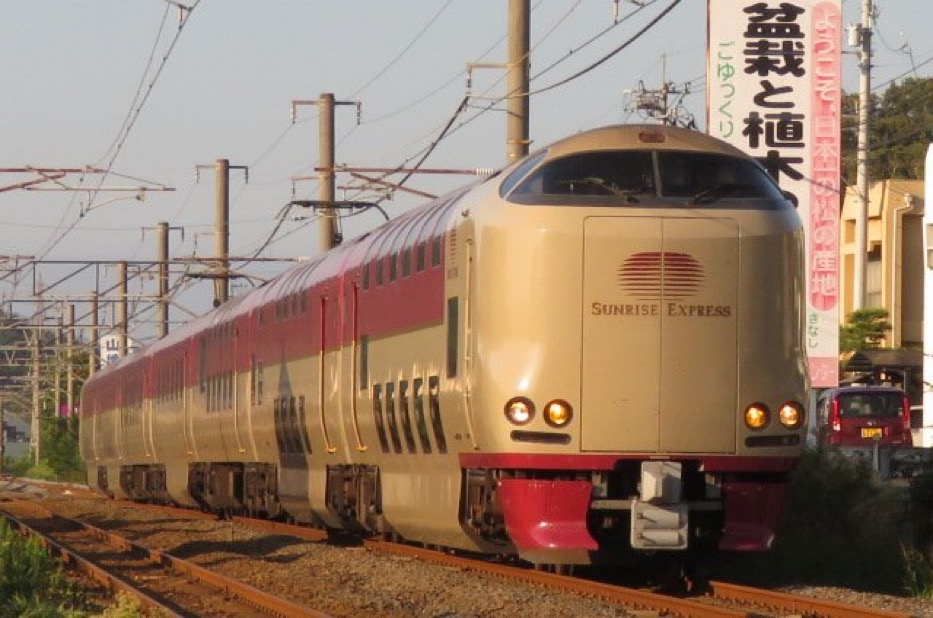
Il Sunrise Seto nel 2019

Il Sunrise Seto (サンライズ瀬戸, Sanraizu Seto) è un treno notturno provvisto di carrozze letto gestito congiuntamente dalla Central Japan Railway Company e dalla West Japan Railway Company dal Luglio 1998. 
Si tratta di un servizio giornaliero tra Tokyo e Takamatsu, città della Prefettura di Kagawa, sull'isola di Shikoku. Il treno percorre gli 804.7 km che separano le due città in 9 ore e 30 minuti.